# Rage comic
Un còmic de ràbia (o rage comic en anglès) és un còmic web breu que utilitza un conjunt de cares de dibuixos animats ja elaborats o cares de ràbia, que solen expressar ràbia o alguna altra emoció o activitat senzilla. Solen ser dibuixats de manera bruta amb Microsoft Paint o altres programes de dibuix senzill, i van ser molt populars a principis dels anys 2010. Aquests webcomics s'han estès molt de la mateixa manera que ho fan els memes d'internet i s'han generat diversos memes en aquest mitjà. S'han caracteritzat per Ars Technica com una “forma acceptada i normalitzada de comunicació en línia”. La popularitat dels còmics de ràbia s'ha atribuït al seu ús com a vehicles per satiritzar i posar humor a experiències compartides. El ventall d'expressions i les cares estandarditzades i fàcilment identificables han permès usos com ara l'ensenyament de l'anglès com a llengua estrangera i la identificació dins d'una mateixa comunitat.

## Història
Encara que s'utilitza en diversos llocs web com Reddit, Cheezburger, ESS.MX, Ragestache i 9GAG, la font original del còmic de ràbia s'ha atribuït principalment a 4chan a mitjans del 2007. El primer còmic de ràbia es va publicar al tauler d'imatges 4chan /b/random al 2008. Es tractava d'una senzilla tira de quatre panells que mostrava la ràbia de l'autor per haver "esquitxat" mentre es trobava al vàter, amb el panell final amb una cara amb zoom, coneguda com a Rage Guy, dient "FFFFFFFUUUUUUUUUU-". Es va republicar i modificar ràpidament, amb altres usuaris creant nous escenaris i personatges.
Les dades de Google Trends mostraren que el terme "rage guy" va assolir el màxim punt de popularitat l'abril de 2011, mentre que els termes "rage comics" i "troll face" van assolir el pic al març del 2012.

### Cara trol o Trollface
Una de les cares còmiques de ràbia més utilitzada és la trollface, dibuixada per l'artista d'Oakland Carlos Ramirez el 2008. Publicat originalment en un còmic al seu compte DeviantArt, Whynne tractava sobre la publicació trol a Internet per part de 4chan, i tot seguit la imatge es feu reconeixible a tota mena de memes i cultura d'Internet. Ramirez va utilitzar la seva creació, i la registrà a l'Oficina de Copyright dels Estats Units el 2010, obtenint més de 100.000 dòlars en taxes de llicència, liquidació i altres pagaments. El videojoc Meme Run de la consola Wii U de Nintendo va ser rebutjat per tenir com a figura principal Trollface de protagonista.